# Czettler Lajos
Czettler Lajos (Farmos, 1837 – Jászberény, 1874 augusztusa) gimnáziumi tanár.

## Élete
Középiskolai tanár volt 1867-től fogva; utóbb a jászberényi római katolikus gimnáziumban tanította a földrajzot és történelmet. Tagja volt a Királyi Magyar Természettudományi Társulatnak és a Magyar Földrajzi Társulatnak.

## Munkái
Gazdasági cikkeket írt a Falusi Gazdába (1864–65-ben Dinyészet Tápió Sághon), történeti értekezése: Szigetvár védelme 1566-ban címmel a jászberényi gimnázium Értesítőjében jelent meg 1870-ben.